# Diocesi di La Crosse
La diocesi di La Crosse (in latino: Dioecesis Crossensis) è una sede della Chiesa cattolica negli Stati Uniti d'America suffraganea dell'arcidiocesi di Milwaukee. Nel 2023 contava 156.000 battezzati su 875.018 abitanti. È retta dal vescovo Gerard William Battersby.

## Territorio
La diocesi si estende nella parte nord-occidentale dello stato del Wisconsin e comprende le contee di Adams, Buffalo, Chippewa, Clark, Crawford, Dunn, Eau Claire, Jackson, Juneau, La Crosse, Marathon, Monroe, Pepin, Pierce, Portage, Richland, Trempealeau, Vernon e Wood.
Sede vescovile è la città di La Crosse, dove si trova la cattedrale di San Giuseppe Lavoratore (St. Joseph the Workman). Nella stessa città sorge anche il santuario di Nostra Signora di Guadalupe.
Il territorio si estende su 39.037 km² ed è suddiviso in 157 parrocchie.

## Storia
La diocesi è stata eretta il 3 marzo 1868 con il breve Summi apostolatus di papa Pio IX, ricavandone il territorio dalla diocesi di Milwaukee (oggi arcidiocesi).
Il 12 febbraio 1875 è entrata a far parte della provincia ecclesiastica dell'arcidiocesi di Milwaukee.
Il 3 maggio 1905 e il 22 dicembre 1945 ha ceduto porzioni del suo territorio a vantaggio dell'erezione rispettivamente delle diocesi di Superior e di Madison.

## Cronotassi dei vescovi
Si omettono i periodi di sede vacante non superiori ai 2 anni o non storicamente accertati.
- Michael Heiss † (3 marzo 1868 - 9 aprile 1880 nominato arcivescovo coadiutore di Milwaukee[3])
- Kilian Casper Flasch † (14 giugno 1881 - 3 agosto 1891 deceduto)
- James Schwebach † (14 dicembre 1891 - 6 giugno 1921 deceduto)
- Alexander Joseph McGavick † (21 novembre 1921 - 25 agosto 1948 deceduto)
- John Patrick Treacy † (25 agosto 1948 - 11 ottobre 1964 deceduto)
- Frederick William Freking † (30 dicembre 1964 - 10 maggio 1983 dimesso)
- John Joseph Paul † (14 ottobre 1983 - 10 dicembre 1994 ritirato)
- Raymond Leo Burke (10 dicembre 1994 - 2 dicembre 2003 nominato arcivescovo di Saint Louis)
- Jerome Edward Listecki (29 dicembre 2004 - 14 novembre 2009 nominato arcivescovo di Milwaukee)
- William Patrick Callahan, O.F.M.Conv. (11 giugno 2010 - 19 marzo 2024 dimesso)
- Gerard William Battersby, dal 19 marzo 2024

## Statistiche
La diocesi nel 2023 su una popolazione di 875.018 persone contava 156.000 battezzati, corrispondenti al 17,8% del totale.
| anno | popolazione | popolazione | popolazione | presbiteri | presbiteri | presbiteri | presbiteri                | diaconi | religiosi | religiosi | parrocchie |
| anno | battezzati  | totale      | %           | numero     | secolari   | regolari   | battezzati per presbitero | diaconi | uomini    | donne     | parrocchie |
| ---- | ----------- | ----------- | ----------- | ---------- | ---------- | ---------- | ------------------------- | ------- | --------- | --------- | ---------- |
| 1950 | 142.609     | 577.206     | 24,7        | 305        | 240        | 65         | 467                       |         | 130       | 1.350     | 205        |
| 1966 | 179.509     | 619.441     | 29,0        | 402        | 349        | 53         | 446                       |         | 174       | 1.454     | 201        |
| 1968 | 185.512     | 576.395     | 32,2        | 354        | 303        | 51         | 524                       |         | 152       | 1.224     | 166        |
| 1976 | 199.497     | 667.849     | 29,9        | 317        | 287        | 30         | 629                       |         | 41        | 1.042     | 199        |
| 1980 | 218.754     | 723.000     | 30,3        | 283        | 261        | 22         | 772                       |         | 44        | 718       | 174        |
| 1990 | 220.266     | 731.300     | 30,1        | 221        | 200        | 21         | 996                       | 21      | 30        | 651       | 190        |
| 1999 | 219.358     | 824.206     | 26,6        | 229        | 197        | 32         | 957                       | 24      | 6         | 499       | 173        |
| 2000 | 212.419     | 827.443     | 25,7        | 220        | 194        | 26         | 965                       | 35      | 33        | 496       | 172        |
| 2001 | 209.426     | 831.042     | 25,2        | 225        | 197        | 28         | 930                       | 34      | 34        | 493       | 167        |
| 2002 | 215.573     | 848.455     | 25,4        | 219        | 194        | 25         | 984                       | 28      | 25        | 494       | 168        |
| 2003 | 203.341     | 848.455     | 24,0        | 212        | 190        | 22         | 959                       | 25      | 25        | 483       | 166        |
| 2004 | 202.540     | 863.610     | 23,5        | 191        | 190        | 1          | 1.060                     | 32      | 1         | 467       | 165        |
| 2013 | 214.600     | 932.000     | 23,0        | 180        | 169        | 11         | 1.192                     | 60      | 18        | 344       | 164        |
| 2016 | 161.147     | 901.157     | 17,9        | 163        | 161        | 2          | 988                       | 57      | 2         | 307       | 160        |
| 2019 | 164.410     | 919.800     | 17,9        | 158        | 155        | 3          | 1.040                     | 59      | 3         | 244       | 159        |
| 2021 | 163.600     | 917.654     | 17,8        | 144        | 144        |            | 1.136                     | 61      |           | 197       | 159        |
| 2023 | 156.000     | 875.018     | 17,8        | 142        | 139        | 3          | 1.098                     | 58      | 3         | 177       | 157        |